# کالج پزشکی وایل کرنل در قطر
کالج پزشکی ویل کرنل در قطر (به انگلیسی: Weill Cornell Medical College in Qatar) نام یک دانشگاه آمریکایی است که در قطر قرار دارد.
این دانشگاه زیر نظر مستقیم دانشکده علوم پزشکی دانشگاه کرنل در آمریکا اداره می‌شود.
این دانشگاه عضوی از مجموعه شهر آموزش در قطر است.